# General Saavedra
General Saavedra es una localidad y municipio de Bolivia, ubicado en la Provincia Obispo Santistevan del departamento de Santa Cruz. La localidad se encuentra a 72 km al norte de la ciudad de Santa Cruz de la Sierra, la capital departamental. Debe su nombre al general boliviano Agustín Saavedra Paz.

## Historia
Inicialmente, General Saavedra fue fundado con el nombre de Misión San Juan Bautista de Bibosi el 14 de diciembre de 1804 por el fray Juan Hernández. Posteriormente, mediante Ley de 24 de noviembre de 1913, pasó a denominarse General Saavedra, en honor al héroe de la Batalla de Ingavi, el General Agustín Saavedra Paz, nacido en Samaipata.
El 2 de diciembre de 1941, durante el gobierno de Enrique Peñaranda, se creó mediante ley la Provincia Obispo Santistevan, pasando General Saavedra a convertirse de cantón a sección municipal (municipio).

## Geografía
El municipio de General Saavedra se ubica en la parte sur de la provincia Obispo Santistevan, en la parte oeste del departamento de Santa Cruz. Limita al sur con el municipio de Montero y al norte con los municipios de Mineros y Fernández Alonso, al oeste con el municipio de Portachuelo de la provincia Sara, al este con los municipios de Warnes y Okinawa Uno de la provincia Warnes, y al noreste con el municipio de San Julián de la provincia Ñuflo de Chaves.
El municipio presenta un clima cálido con una temperatura promedio anual de 25 °C y una precipitación media anual de 1.050 mm.
La topografía está formada enteramente por llanuras. Presenta un relieve sujeto a erosión eólica, con altitudes que varían desde 380 a 230 m s. n. m.

## Demografía
De acuerdo con el censo boliviano de 2024, la población del municipio de General Saavedra es de 16 043 habitantes.
La población del municipio aumentó casi a la mitad entre 1992 y 2001, pero luego se estancó hasta 2024, mientras que la población de la localidad ha aumentado en casi dos tercios entre 1992 y 2012:
| Año  | Habitantes (municipio) | Habitantes (localidad) | Fuente     |
| ---- | ---------------------- | ---------------------- | ---------- |
| 1992 | 11 639                 | 2 918                  | Censo 1992 |
| 2001 | 16 592                 | 3 663                  | Censo 2001 |
| 2012 | 14 180                 | 4 611                  | Censo 2012 |
| 2024 | 16 043                 |                        | Censo 2024 |

## Economía
La actividad agrícola se realiza en forma intensiva y extensiva, siendo los principales cultivos la caña, el arroz y la soya. La producción pecuaria se basa específicamente en la cría de ganado lechero. El cultivo de la caña genera buenos ingresos a las cooperativas cañeras presentes en el municipio.

## Transporte
General Saavedra se encuentra a 45 kilómetros por carretera al norte de Santa Cruz de la Sierra, la capital departamental.
Desde Santa Cruz, la carretera pavimentada Ruta 4 recorre 57 kilómetros hacia el norte hasta Montero, desde donde una carretera regional recorre diez kilómetros hacia el noreste hasta General Saavedra y continúa hacia Mineros, Fernández Alonso y Hardeman.